# ドムドムハンバーガー

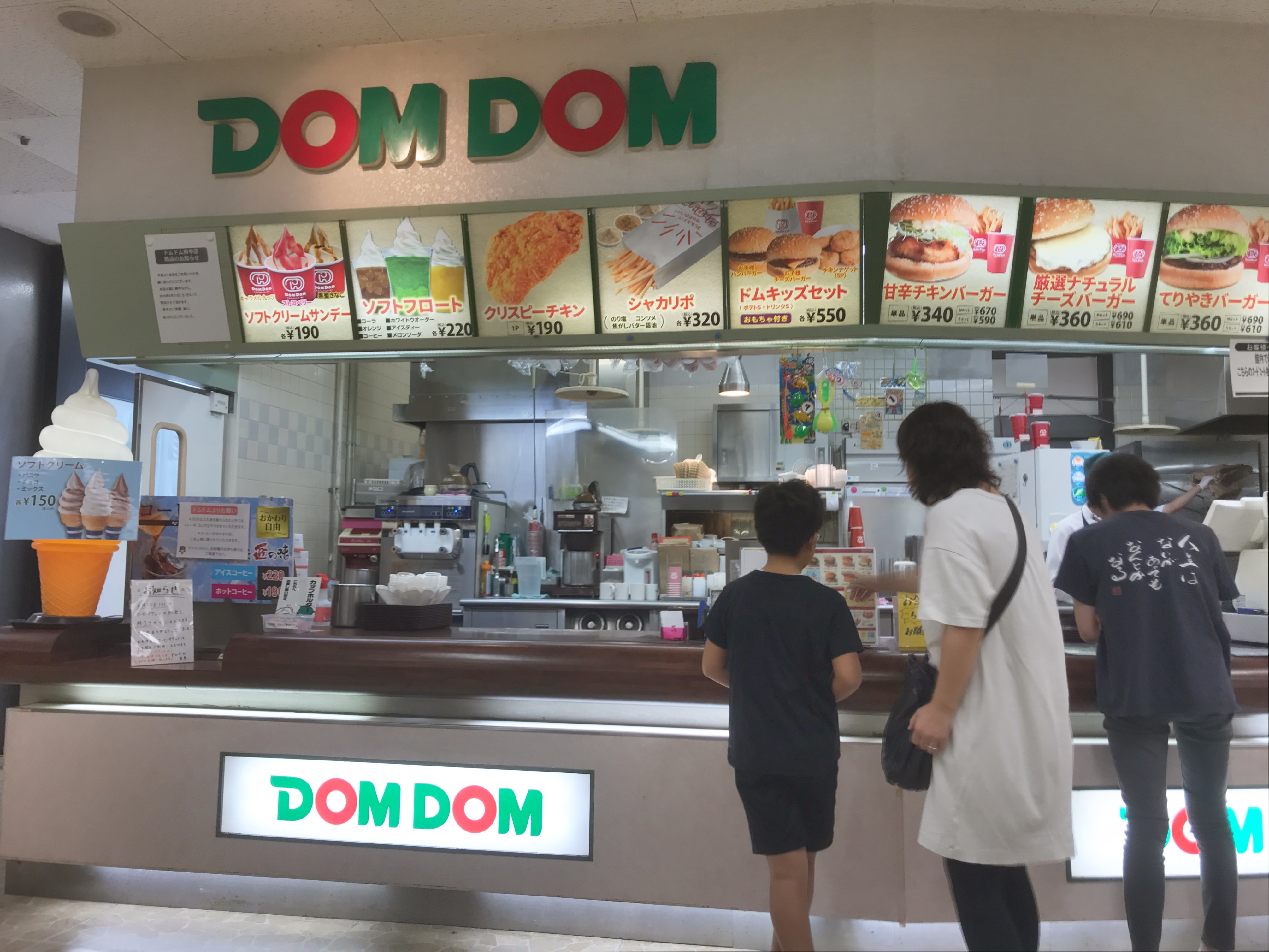
ドムドムバーガーのカウンター

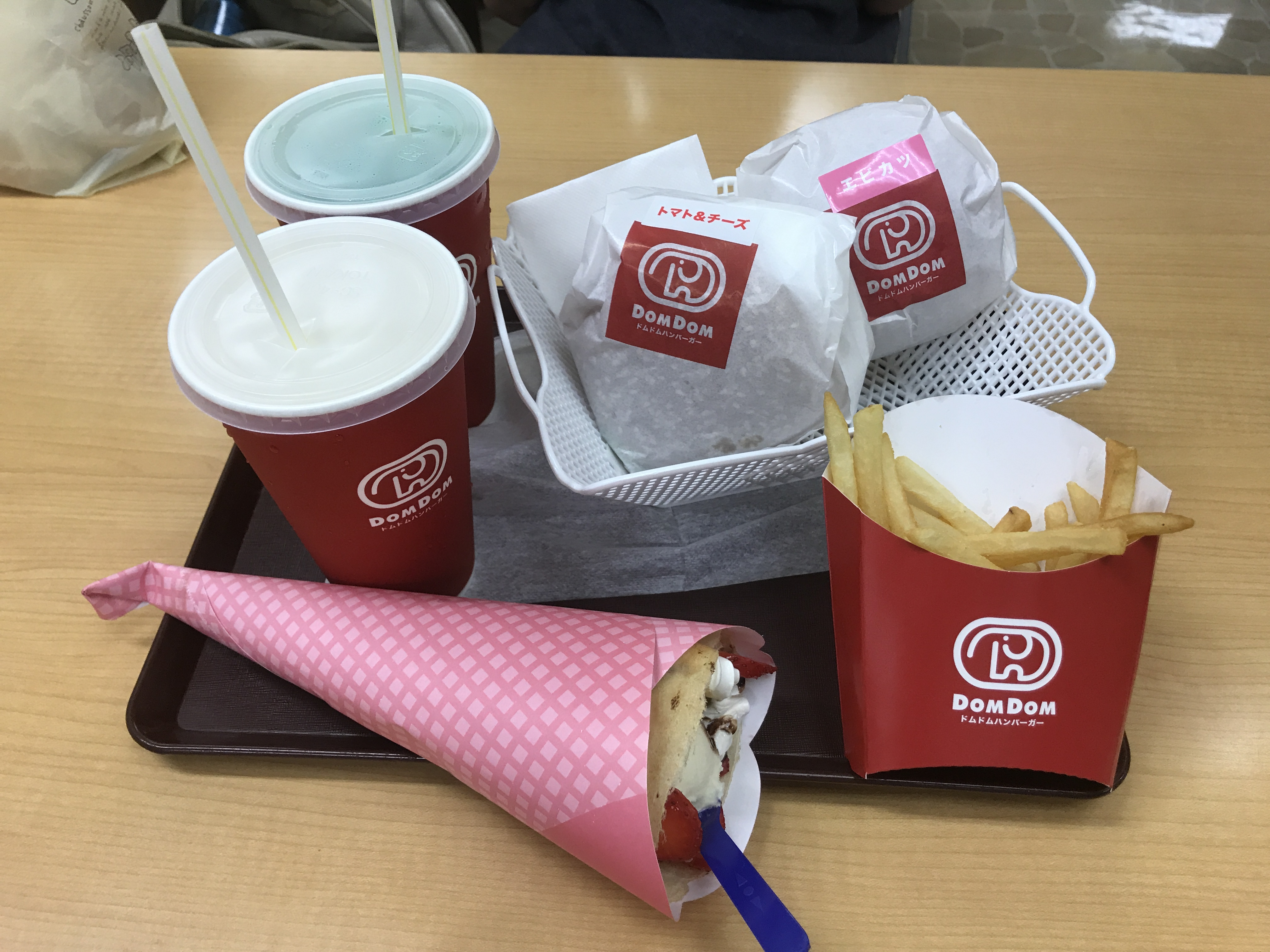
左下よりアイスイチゴチョコクレープ、トマト＆チーズバーガー、エビカツバーガー、フライドポテト

ドムドムハンバーガー（DOMDOM）は、レンブラントホールディングスのグループ会社である株式会社ドムドムフードサービスが日本各地で展開するファストフードチェーン店。

## 概要
アメリカ統治下の沖縄県に1963年に開店していたA&Wを除けば、日本初のハンバーガーチェーン店である。2017年6月30日まではダイエーの完全子会社の株式会社オレンジフードコートが運営していた。

### 名称
ドムドムハンバーガーの名前の由来は、旧運営会社であり、かつオレンジフードコートの親会社であるダイエーの企業理念「良い品をどんどん安く」のどんどんを取ったもの。しかし、「どんどん（DONDON）」は商標登録されていたため、ドムドムハンバーガー（DOMDOM）となった。

### マスコットキャラクター
マークのゾウは「どむぞうくん」というマスコットキャラクターで、「象のように親しみやすく」という意味を込めて誕生した。1982年までは、正面を向いて旗を持つゾウのマークだったとのこと。ドムドムフードサービスへの事業譲渡後の2017年9月30日に発表された新たなロゴマークにも、どむぞうくんのマークは継承された。

## 歴史

### ダイエー傘下
ダイエーとアメリカのマクドナルドは双方の出資による合弁会社を設立し、日本での事業展開を計画していた。しかし、合弁会社の資本比率で米マクドナルド側が50%ずつを主張したのに対し、ダイエー側、特に創業者である中内㓛は主導権を握れる51%以上を主張したため、この計画は破談となった。そこでダイエーは、独自の研究下でハンバーガーチェーンを展開することとなり、ドムドムハンバーガーが生まれた。
1970年2月に東京都町田市のダイエー原町田店（後にダイエー町田店。最後は、ダイソーギガ町田店・グルメシティ町田店を経て解体）前に日本初のハンバーガーショップを出店する（のちトポス町田店閉店の際にともに閉店）。このため株式会社ドムドムが設立された。日本人に本場の味が合うか分からず、日本人の嗜好に合う純国産ハンバーガーを提供するチェーンとしてオープンさせた。
1980年に、親会社だったダイエーがアメリカの大手ハンバーガーチェーンであるウェンディーズとフランチャイズ契約を結んだ際、ウェンディーズ側は「20年以内に100店舗以上、ウェンディーズを出店」することをダイエー側に要求したため、ダイエー側はダイエー内に入居しているドムドムハンバーガーをウェンディーズに転換することで対応した。そのため、株式会社ドムドムは社名を改名し、株式会社ウェンコ・ジャパンに変更した。Wenco Japan とは、Wendy's corporation Japanを略したものである。これによりドムドムハンバーガーは店舗数を減らすこととなる。これ以降、社内にはドムドム事業本部とウェンディーズ事業本部が並行しておかれ、フランチャイザーでありながらフランチャイジーでもあるという、あまり例のない業態の会社となる。 
1997年時点で店舗数は全国で355店舗だった。
1997年3月に、ドムドム事業本部は株式会社ウェンコ・ジャパン（のちの日本ウェンディーズであり、2011年ヒガ・インダストリーズによって設立されたウェンディーズ・ジャパン株式会社とは無関係）より株式会社ダイエーファーストフーズサービス（以下DFFS）へ営業譲渡される。このときDFFSは同時に社名も株式会社オレンジフードコートへと変更された。ただしこの時点では、社内にドムドム事業本部とフードコート事業本部が置かれており、ドムドム事業本部の社員は株式会社ウェンコ・ジャパンからの出向扱いだった。1998年3月にはドムドム事業本部とフードコート事業本部は統合され、旧ドムドム出身者は、ウェンコ・ジャパンからの出向扱いから正式にオレンジフードコート所属となり、ダイエー内フードコートの店舗は統合され、それぞれ店舗内のショップという扱いに変更された。
1999年3月、大規模な店舗では支配人制となり、その下で各ショップのショップマスターが責任者という形態になる。  
2001年3月、再び事業部別体制となり、ドムドムは単独事業部となった。
前述のような設立事情から、ダイエー店舗内のハンバーガーショップはドムドムが出店するため、旧ヤオハンを引き継いだダイエー櫛形店などの例外を除けば、基本的にマクドナルドなどが出店することは無かった。2001年以降はインサイダー問題で中内功がダイエーグループの経営から手を引いたため、マクドナルドなどの出店が実質上解禁となり、ダイエーや系列店だったマルエツの店舗内にマクドナルドが出店するケースが増えている。更にダイエーに残り日本全国で展開していた店舗も、ダイエーの経営不振による多数の閉店によりドムドムハンバーガーも一緒に撤退するケースが続出した。
2015年からはメニューに野菜を多く取り入れるなど、健康志向の新業態である「ディーンズバーガー」に転換する店舗が出始めた。

### レンブラントホールディングス傘下
レンブラントホールディングスは2017年5月19日に、子会社であるレンブラント・インベストメントと新生銀行傘下である新生企業投資と共同で、オレンジフードコートからドムドムハンバーガー事業を譲受することを発表。レンブラント・インベストメントは同年4月27日に、事業を譲受する新会社として株式会社ドムドムフードサービスを設立した。株式会社ドムドムフードサービスは、同年7月1日付でオレンジフードコートからドムドムハンバーガーの47店舗を譲受、ダイエーグループは、47年間継続したドムドムハンバーガー事業から撤退した。
ドムドムフードサービスへの事業譲渡後は、メニューの見直しが図られ、2017年9月30日には新たなロゴマークと制服を発表。また、前記の「ディーンズバーガー」からドムドムに看板を戻す店舗も出ている。2020年8月31日にはレンブラントホテル東京町田にてドムドム商品をテイクアウト・デリバリー限定で販売。
2018年8月、新橋の居酒屋そらきの元おかみ、藤﨑忍が株式会社ドムドムフードサービス社長に就任。
2020年9月19日には東京都台東区にある日本最古の遊園地「浅草花やしき」内に「ドムドムハンバーガー 浅草花やしき店」がオープンした。
2023年、毎年10月6日を「ド（10）ム（6）」と読む語呂合わせで「ドムドムハンバーガーの日」と制定。

## メニュー

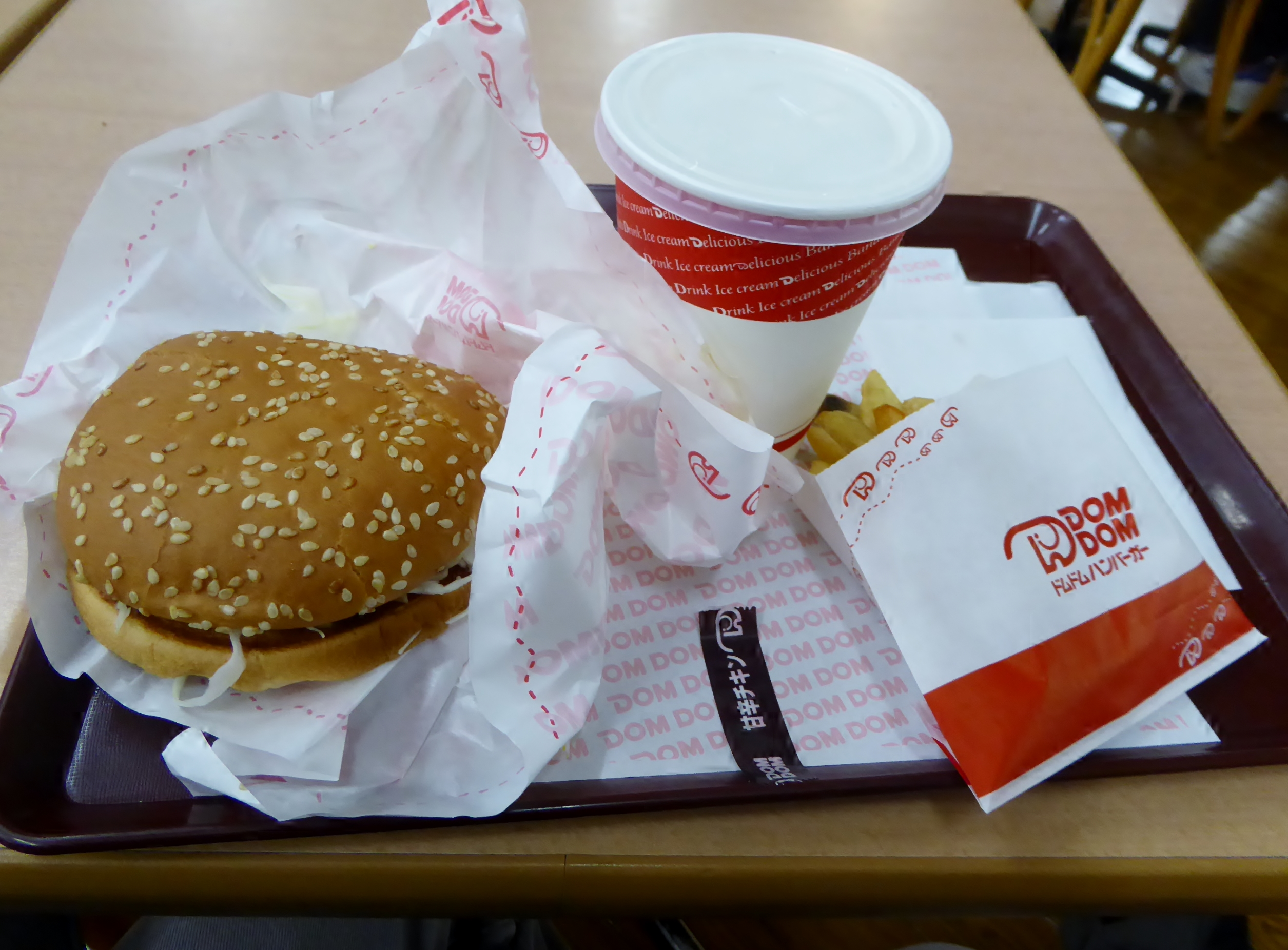
甘辛チキンバーガーセット

ダイエーグループ運営時代は、ミートバーガーをはじめ各種メニューを提供し、コーヒーはホット190円、アイス220円で飲み放題であった。ドムドムフードサービスへの事業譲渡後は、厨房設備の老朽化などによって廃止されたメニューの復活などを行う予定。
客層の高年齢化を受けて2018年からは店舗限定で『かりんとうまんじゅう』を発売。
レンブラントグループ加入以降はグループのホテルシェフの意見を商品開発に取り入れ、スイーツバーガーなどを新発売している。
厚木店では2018年4月28日から2020年12月の閉店直前まで、フライドポテトのキング盛り（約1kg）の「バケツポテト」を980円で販売していた。

## 店舗

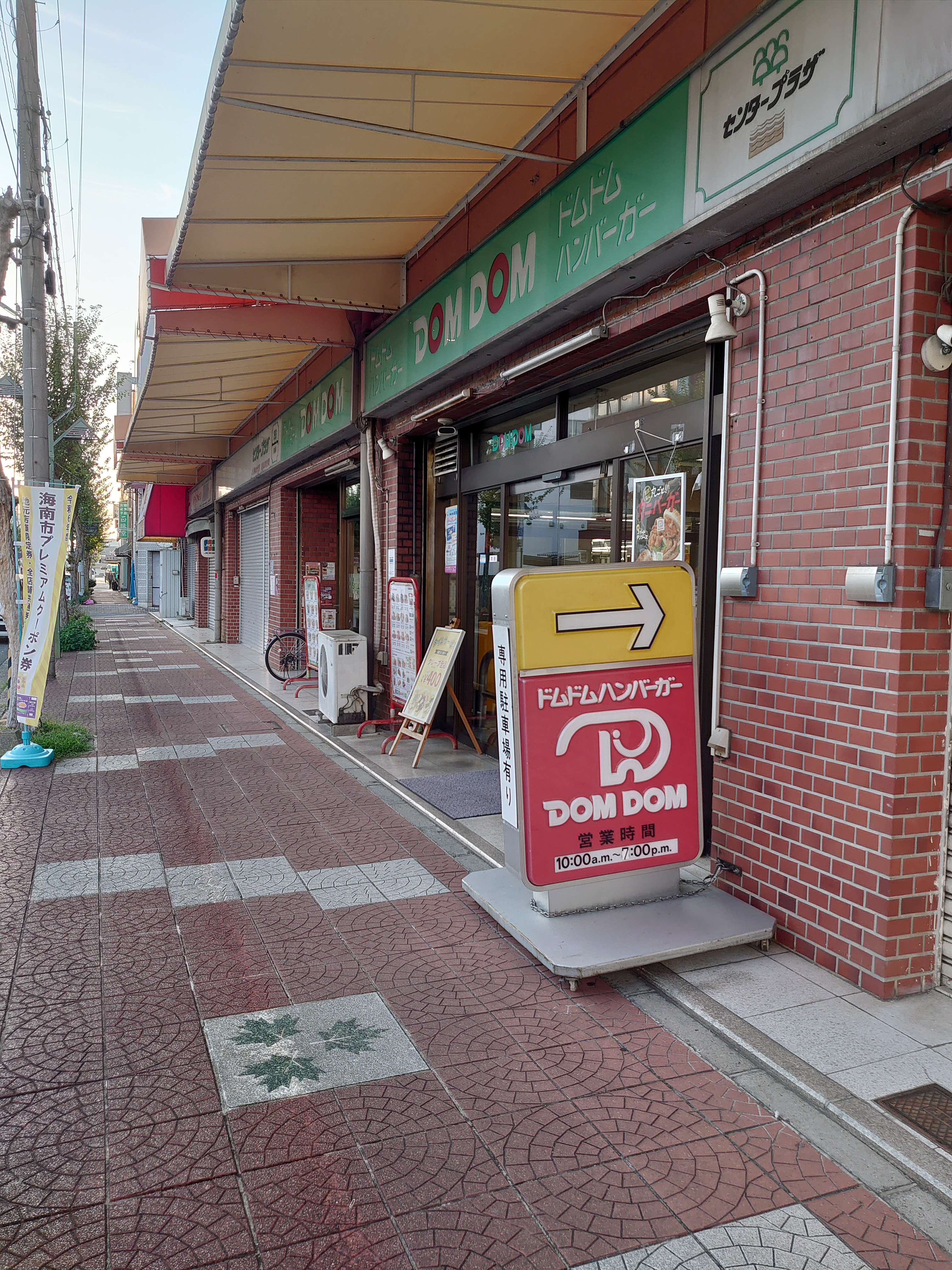
海南店（和歌山県海南市）。1978年4月にオープンした、2024年現在で現存する最古のドムドム

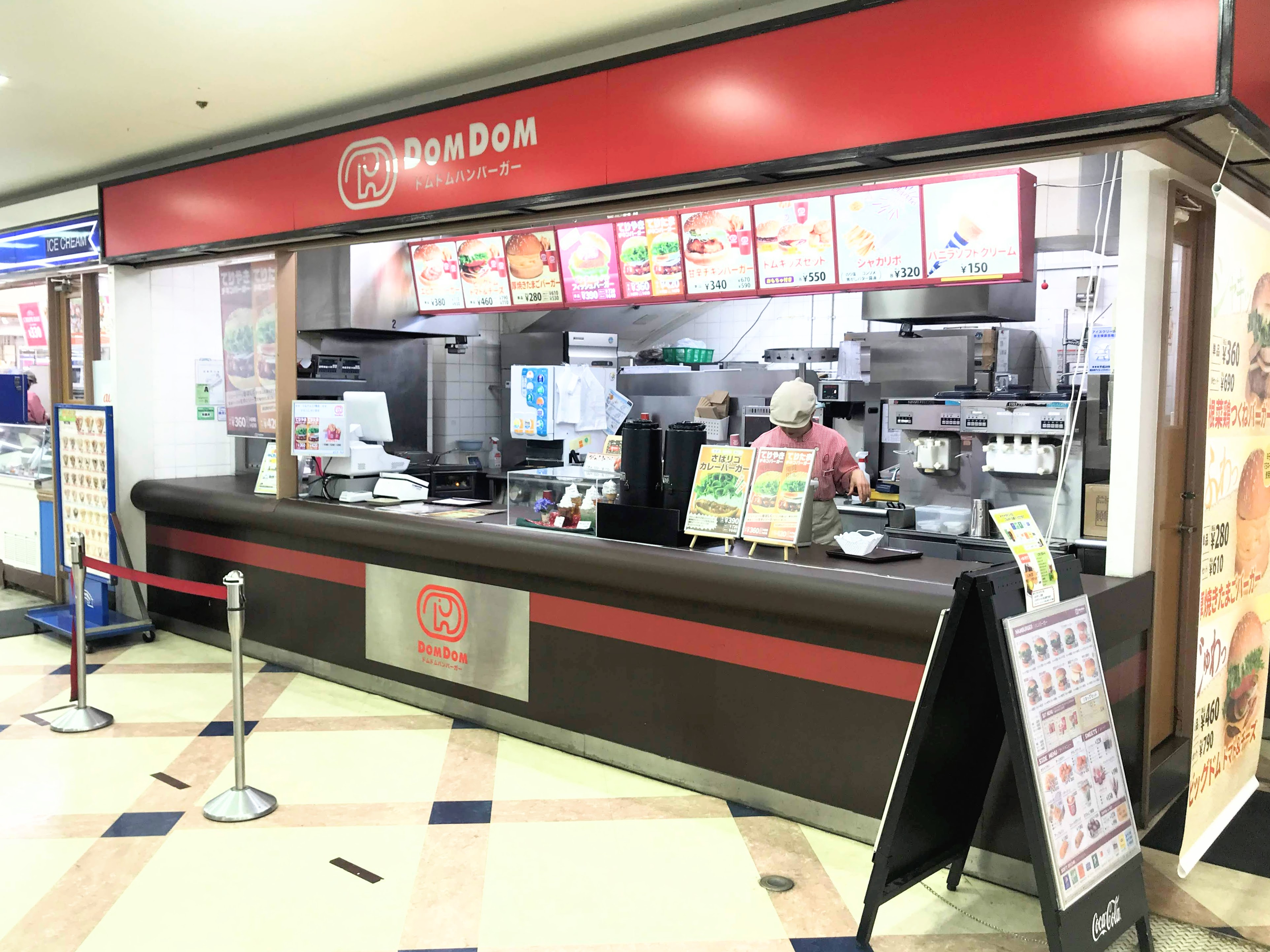
三ツ境店（神奈川県横浜市）

旧運営会社であるオレンジフードコートの親会社であるダイエー、及びダイエーの店舗を引き継いだイオン、そしてダイエーグループからイオングループ入りしたマルエツなどを始めとした商業施設のフードコートや、鉄道駅の付帯施設への出店が中心である。珍しいところでは、千葉県にある宗教団体霊波之光の教団本部施設内フードコートに出店しており、信者でなくても利用可能である。
多くは直営店舗だが、フランチャイジー店もある。ダイエーグループ運営時代には、暖簾分け制度や国鉄関連会社の日本交通観光社（現：ジェイアールバステック他）による店舗や、同じく国鉄関連組織のキヨスク（当時は鉄道弘済会が運営）による「キヨスクドムドム(KIOSK DOMDOM)」、関東鉄道グループの関鉄プラザなどのフランチャイジー店舗も存在していた。
ダイエーが全国展開をしていた時代は殆どの都道府県に存在していたが、ダイエーが2005年に多くの県から撤退したことを境に閉店が相次ぎ、残された店舗も2017年にレンブラントホールディングスへ売却する際に多くが閉店しているため、出店している地域は非常に少ない。
2021年時点で、27店舗になった。
2023年7月時点で、出店地域としては、
- 東北地方（岩手県・宮城県・山形県）
- 南関東（東京都・千葉県・神奈川県）
- 静岡県
- 近畿地方（大阪府・和歌山県・兵庫県）
- 岡山県
- 福岡県

のみ。
このうち、東北地方各県と静岡県・和歌山県・福岡県は県内に1店舗のみ。
なお、北海道は前述の売却を機に撤退しているが、2019年に開業したレンブラントスタイル札幌にはドムドムとコラボしたハンバーガーをイメージした客室が存在する。